# Capilla de Santa Quiteria
La capilla de Santa Quiteria (también capilla de los Francos) forma parte del convento de la Concepción Francisca de la ciudad española de Toledo.

## Descripción
Estaba unida a la iglesia del convento de la Concepción Francisca de Toledo. Su construcción original se remontaría a 1393. Dedicada a santa Quiteria, habría sido reedificada en 1416 por el notario apostólico Diego García de Amusco y en 1527 por Enrique Álvarez, maestro en teología, y poco después recayó su patronato en la familia de los Francos. Posteriormente, desde mediados del siglo XVII, empezó su proceso de abandono y ruina.
Al ser escrita en Toledo Pintoresca (1844) estaba «medio arruinada», en 1848 se hallaba «en el estado más deplorable» según expresión de Nicolás Magán, en 1851 declaraba Assas en su Indicador toledano que se encontraba «en estado ruinoso», en 1857 continuaba de igual manera y en 1890 la calificaba de «triste y abandonada ruina» el vizconde de Palazuelos, al hacer mención de ella. A comienzos del siglo XX, Rodrigo Amador de los Ríos decía de ella lo siguiente:

Ni más desconsolador, ni más triste, puede ser el espectáculo que ofrece ha muy largos años, sin que nadie se haya nunca preocupado para nada de aquel que fue en realidad monumento suntuoso y bello, erigido como Capilla sepulcral, y que todavía conserva restos de su pasada grandeza. Arrancado el pavimento; manchados los muros como de pústulas vergonzosas por toda clase de suciedades; llenas de polvo las pronunciadas ojivales nerviaturas de su elegante bóveda, en las arandelas de las cuales han colgado sus nidos las viajeras golondrinas; rotos y aportillados los muros, dejando al descubierto, ora la regocijada luz del sol, que allí nunca penetra por ninguna otra parte, y con ella las verdegueantes ramas de los árboles ó de las plantas crecidas en el corral inmediato por Oriente, que fue también no menos suntuosa Capilla, ora la sombría obscuridad de una construcción, cuyo paso obstruyen al Mediodía hacinados montones de tierra y de cascote, y ora la fábrica de ladrillo, á Ocaso, del muro de la iglesia primitiva; removidos los enterramientos, y presentando entre el ripio los huesos de aquellos que allí buscaron paz y eterno reposo, las estatuas yacentes mutiladas, las urnas abiertas, los epígrafes arrancados, todo enmohecido, todo pregonando cuánta y qué grande es la vanidad humana, y qué miserables y perecederas son, sin embargo, su condición y su naturaleza.
(Amador de los Ríos, 1902, pp. 89-118)

En su interior había diversos sepulcros. Las ruinas, recogidas en una pintura de Cecilio Pizarro perteneciente a la colección del Museo del Romanticismo, habrían quedado muy dañadas tras la guerra civil. En 1988, un informe sobre el convento de Balbina Martínez Caviró mencionaba el proceso de destrucción de una serie de pinturas murales de la capilla a causa de la humedad. Fue restaurada a comienzos del siglo XXI.